# 克列面丘基
49°48′29″N 26°58′24″E / 49.80806°N 26.97333°E
克雷門丘基（烏克蘭語：Кременчуки）是位於烏克蘭西部的村莊，由赫梅利尼茨基州裡赫梅利尼茨基區的安東尼尼市鎮負責管轄。該村面積2.33平方公里，海拔高度284米，2001年人口1,233，人口密度每平方公里528.3人。